# Palaquium rivulare
Palaquium rivulare är en tvåhjärtbladig växtart som beskrevs av Herman Johannes Lam. Palaquium rivulare ingår i släktet Palaquium och familjen Sapotaceae. Inga underarter finns listade i Catalogue of Life.